# Équipe d'Arabie saoudite de football à la Coupe d'Asie 2004
Cet article présente la campagne de l'équipe d'Arabie saoudite de football lors de la phase finale de la Coupe d'Asie des nations de football 2004, organisée en Chine. Le sélectionneur, le Néerlandais Gerard van der Lem, en poste depuis décembre 2002, a pour mission de redorer le blason de la sélection après l'échec de la Coupe du monde 2002, où les Faucons ont été rapidement éliminés sans remporter de match ni même marquer de but.
Yasser al-Qahtani, auteur d'un doublé lors du match d'ouverture face au Turkménistan est le meilleur buteur saoudien de la compétition. L'autre buteur de l'équipe est Hamad al-Montashari qui a égalisé lors du troisième et dernier match contre l'Irak. Lors des éliminatoires, c'est l'attaquant du club d'Ettifaq FC Yusri al-Bashah qui s'illustre en inscrivant 7 des 31 buts saoudiens.
Cette édition chinoise de la Coupe d'Asie des nations voit les Saoudiens être éliminés dès le premier tour de la compétition, ce qui constitue une première pour une sélection qui avait toujours atteint au minimum la finale de l'épreuve. Versés dans le groupe C en compagnie de l'Irak et de deux sélections d'Asie centrale (Ouzbékistan et Turkménistan), les hommes de van der Lem concèdent le nul face aux Turkmènes avant de s'incliner contre l'Ouzbékistan. La deuxième défaite face à l'Irak achève leur parcours asiatique. Cet échec sportif provoque le limogeage du sélectionneur et le début d'un nouvel intérim de Nasser al-Johar.

## Qualifications
L'Arabie saoudite entre en lice lors du deuxième tour des éliminatoires. Elle se retrouve dans le groupe C, avec trois autres sélections : l'Indonésie, le Bhoutan et le Yémen. Elle bénéficie en outre de l'avantage du terrain puisque toutes les rencontres sont disputées à Djeddah. Sans véritable surprise, les Saoudiens terminent en tête de leur poule, après avoir remporté leurs six matchs, marquant 31 buts et n'en encaissant qu'un seul. Ce sont les Indonésiens, à la deuxième place, qui les accompagnent en phase finale.
| Rang | Équipe          | Pts | J | G | N | P | Bp | Bc | Diff |  | Résultats (▼ dom., ► ext.) |     |     |     |     |
| ---- | --------------- | --- | - | - | - | - | -- | -- | ---- |  | -------------------------- | --- | --- | --- | --- |
| 1    | Arabie saoudite | 18  | 6 | 6 | 0 | 0 | 31 | 1  | +30  |  | Arabie saoudite            |     | 5-0 | 7-0 | 6-0 |
| 2    | Indonésie       | 10  | 6 | 3 | 1 | 2 | 9  | 13 | -4   |  | Indonésie                  | 0-6 |     | 2-2 | 2-0 |
| 3    | Yémen           | 7   | 6 | 2 | 1 | 3 | 15 | 15 | 0    |  | Yémen                      | 1-3 | 0-3 |     | 4-0 |
| 4    | Bhoutan         | 0   | 6 | 0 | 0 | 6 | 0  | 26 | -26  |  | Bhoutan                    | 0-4 | 0-2 | 0-8 |     |

## Préparation
Il n'y a pas de période de préparation proprement dite puisque le sélectionneur doit gérer la campagne de qualification pour la Coupe du monde 2006, dont certaines rencontres ont lieu en début d'année 2004. Ainsi, les Saoudiens battent successivement l'Indonésie (3-0), le Sri Lanka (1-0) puis le Turkménistan (3-0), ce dernier match ayant eu lieu cinq semaines avant des retrouvailles avec les Turkmènes lors du premier tour de la Coupe d'Asie.

## Coupe d'Asie des nations 2004

### Effectif
Voici la liste des 22 joueurs sélectionnés par Gerard van der Lem pour la phase finale de la Coupe d'Asie des nations 2004 en Chine :

### Premier tour
Le tirage au sort du premier tour place l'Arabie saoudite dans le groupe C en compagnie de l'Irak, du Turkménistan et de l'Ouzbékistan, déjà affronté lors de l'édition 2000.
| Groupe C |                 |     |   |   |   |   |    |    |      |
|          | Équipe          | Pts | J | G | N | P | BP | BC | Diff |
| 1        | Ouzbékistan     | 9   | 3 | 3 | 0 | 0 | 3  | 0  | +3   |
| 2        | Irak            | 6   | 3 | 2 | 0 | 1 | 5  | 4  | +1   |
| 3        | Turkménistan    | 1   | 3 | 0 | 1 | 2 | 4  | 6  | -2   |
| 4        | Arabie saoudite | 1   | 3 | 0 | 1 | 2 | 3  | 5  | -2   |

| 18 juillet | Arabie saoudite | 2 | 2 | Turkménistan    |
| 18 juillet | Irak            | 0 | 1 | Ouzbékistan     |
| 22 juillet | Turkménistan    | 2 | 3 | Irak            |
| 22 juillet | Ouzbékistan     | 1 | 0 | Arabie saoudite |
| 26 juillet | Arabie saoudite | 1 | 2 | Irak            |
| 26 juillet | Turkménistan    | 0 | 1 | Ouzbékistan     |

| 18 juillet 2004 | Arabie saoudite          | 2 – 2 | Turkménistan                   | Sichuan Longquanyi Stadium, Chengdu              |                                                  |
| 18:45           | al-Qahtani 9e (pen.) 59e |       | N. Bayramov 6e · Kulyýew 90+3e | Spectateurs : 12 400 Arbitrage : Chaiwat Kunsata | Spectateurs : 12 400 Arbitrage : Chaiwat Kunsata |
| 18:45           | Rapport                  |       |                                | Spectateurs : 12 400 Arbitrage : Chaiwat Kunsata | Spectateurs : 12 400 Arbitrage : Chaiwat Kunsata |

| 22 juillet 2004 | Ouzbékistan  | 1 – 0 | Arabie saoudite | Sichuan Longquanyi Stadium, Chengdu           |                                               |
| 21:00           | Geynrikh 13e |       |                 | Spectateurs : 22 000 Arbitrage : Coffi Codjia | Spectateurs : 22 000 Arbitrage : Coffi Codjia |
| 21:00           | Rapport      |       |                 | Spectateurs : 22 000 Arbitrage : Coffi Codjia | Spectateurs : 22 000 Arbitrage : Coffi Codjia |

| 26 juillet 2004 | Arabie saoudite   | 1 – 2 | Irak                    | Sichuan Longquanyi Stadium, Chengdu             |                                                 |
| 19:00           | al-Montashari 57e |       | Akram 51e · Mahmoud 86e | Spectateurs : 15 000 Arbitrage : Kwon Jong-chul | Spectateurs : 15 000 Arbitrage : Kwon Jong-chul |
| 19:00           | Rapport           |       |                         | Spectateurs : 15 000 Arbitrage : Kwon Jong-chul | Spectateurs : 15 000 Arbitrage : Kwon Jong-chul |